# گری باردین
گری یاکوفلویچ باردنشتین (روسی: Гарри Яковлевич Бардин؛ متولد ۱۱ سپتامبر ۱۹۴۱) با نام هنری گری باردین کارگردان پویانمایی، فیلم نامه نویس، تهیه‌کننده، صداپیشه و هنرمند اهل روسیه (شوروی) می‌باشد. مشهوریت او بیشتر در زمینه فیلم‌ها تجربی موزیکال و استاپ موشن می‌باشد. او برنده جایزه نخل طلای فیلم کوتاه پالم d'Or برای انیمیشن Fioritures می‌باشد و همچنین در سال ۲۰۱۱ به ایشان مدال افتخار روسیه اعطا شده‌است.

## زندگی‌نامه
گری باردین از یک خانواده یهودی می‌باشد و نام اصلی او در هنگام تولد گری باردین یاکوفلویچ باردنشتاین می‌باشد. گری در Chkalov (نام کنونی Orenburg، استان Orenburg روسیه) بدنیا آمد. پدر او، یاکوف لووویچ باردنشتین یک افسر نیروی دریایی شوروی در جنگ جهانی دوم بود. بعد از جنگ خانواده او به لیپایا رفتند.
گری سه سال در ارتش شوروی خدمت کرد و در سال ۱۹۶۸ از مدرسه هنر و تئاتر مسکو فارغ‌التحصیل شد و به تئاتر Gogol Center مسکو ملحق شد و تا سال ۱۹۷۳ آنجا بود. کارگردان از او خواست که نام خود را که خیلی طولانی است را کوتاه کند تا روی پوستر جا بشود و او نام هنری گری باردین را انتخاب کرد. به محض ترک تئاتر او بخشی از زمان خود را به نوشتن تعدادی داستان و نمایشنامه و فیلمنامه برای تلویزیون اختصاص داد. ایشان همچنین تا سال ۱۹۶۷ به عنوان صداپیشه فعالیت داشتند.
در همان زمان او یک فیلمنامه برای سایوزمولتفیلم ارسال کرد و به او پیشنهاد شد کارگردانی این فیلمنامه را خود انجام دهد با وجود اینکه در این حوزه آموزش ندیده بود. از اینجا به بعد به عنوان کارگردان پویانمایی شروع به فعالیت نمود. در میان اولین فیلم‌های کوتاهی که ساخت می‌توان از یک انیمیشن کوتاه برای یک برنامه تلویزیونی روسی نام برد. در ۱۹۷۹ او کارگردانی انیمیشن کشتی پرنده که یک انیمیشن تجاری و موزیکال بود که تقریباً بر اساس یک داستان افسانه ای روسیه بود انجام داد. این فیلم در کنار ترانه‌های یوری آنتین به‌طور خاص محبوبیت پیدا کردند. سپس باردین در کنار آنتین روی چندین فیلم دست‌ساز دیگر کار کرد.
در ۱۹۸۳ او اولین انیمیشن استاپ موشن به نام درگیری(Conflict)را برای بزرگسالان کارگردانی کرد که در این انیمیشن دو گروه کبریت با هم وارد جنگ می‌شوند و چندین انیمیشن خمیری از روی این انیمیشن الهام گرفتند از جمله انیمیشن Break که این انیمیشن برای باردین جایزه کبوتر طلایی را در سال ۱۹۸۶ بهمراه داشت. در ۱۹۸۷ او دو فیلم به نام‌های - ازدواج ساخته شده از طناب‌ها و Fioritures made of aluminium را ساخت که برای این برنده نخل طلای فیلم کوتاه ۱۹۸۸ جشنواره کن شد.
در سال ۱۹۹۰ او آخرین فیلم انیمیشن سایوز مولتفیلم خود را برای انیمیشن به نام گرگ خاکستری و شنل قرمزی کارگردانی کرد یک انیمیشن خمیری موزیکال که روزهای پایانی اتحادیه شوروی را هجو می‌کرد. این انیمیشن تعداد جایزه برد از جمله جایزه گرند پریکس برای بهترین فیلم کوتاه سال ۱۹۹۱ از جشنواره بین‌المللی انیمیشن انسی و همچنین جایزه نیکا برای بهترین انیمیشن در سال ۱۹۹۲. بعد از آن باردین استودیو انیمیشن Stayer را راه اندازی کرد و به ساخت انیمیشن‌های خمیری و استاپ موشن و همچنین ساخت تبلیغات تلویزیونی ادامه داد. بعد از شش سال تولید او سرانجام انیمیشن موزیکال جوجه اردک زشت را در سال ۲۰۱۰ ارایه داد که برداشتی از داستان هانس کریستیان اندرسن بود و همچنین تأثیر زیادی که از مزرعه حیوانات جورج اورول گرفته بود. انتقادات متفاوتی از منتقدین دریافت کرد و در فروش شکست خورد و طبق گفته باردین کانال تلویزیون روسیه از نمایش آن خودداری کرد. در همان زمان جوایز مختلفی از جمله جایزه نیکا ۲۰۱۱ را کسب کرد.
باردین ۳ بار ازدواج کرده و پسر حاصل از ازدواج سوم او پاول باردین (متولد ۱۹۷۵) یک کارگردان سینما است

## فیلم‌های منتخب
- Little Locomotive from Romashkovo / Паровозик из Ромашково (1967) - voice actor (policeman)
- Happy Merry-Go-Round / Весёлая карусель No. 8 (1976) - director, screenwriter
- The Adventures of Buratino / Приключения Буратино (1976) - voice actor (spider)
- Practical Joke / Розыгрыш (1977) - actor (French teacher)
- A Flying Ship / Летучий корабль (1979) - director, voice actor (tsar)
- Moscow Does Not Believe in Tears / Москва слезам не верит (1979) - actor (chief engineer)
- Pif-Paf, Oi-Oi-Oi! / Пиф-паф, ой-ой-ой! (1980) - co-director with Vitaliy Peskov
- Fitil / Фитиль (۱۹۸۰—1981) - director
- Conflict / Конфликт (1983) - director, screenwriter
- Break! / Брэк! (1985) - director, screenwriter, voice actor (commentator)
- Banquet  / Банет (1986) - director, screenwriter
- Wedding / Брак (1987) - director, screenwriter, voice actor
- Fioritures / Выкрутасы (1987) - director, screenwriter, voice actor
- Grey Wolf and Little Red Riding Hood / Серый Волк энд Красная Шапочка (1990) - director, screenwriter, voice actor (announcer, Gena the Crocodile)
- Puss in Boots / Кот в сапогах (1995) - director, screenwriter
- Chucha / Чуча (1997) - director, screenwriter, producer
- Adagio / Адажио (2000) - director, screenwriter, producer
- Chucha 2 / Чуча-2 (2001) - director, screenwriter, producer
- Chucha 3 / Чуча-3 (2004) - director, screenwriter, producer
- The Ugly Duckling / Гадкий утёнок (2010) - director, screenwriter, producer, voice actor (drake)